# Kano (stát)
Kano je jeden ze států Nigérie. Leží na severu země a s více než 11 miliony obyvatel je nejlidnatějším státem země. Hlavním městem je Kano, středisko severní Nigérie.
98 % obyvatelstva tvoří muslimové, zejména Hausové. Vedle angličtiny je široce používána hauština.
Stát vznikl v roce 1967 a do roku 1991 zahrnoval také dnešní stát Jigawa.
V hospodářské oblasti vyniká pěstování podzemnice olejné.